# Алтхенгштет
Алтхенгштет (њем. Althengstett) општина је у њемачкој савезној држави Баден-Виртемберг. Једно је од 25 општинских средишта округа Калв. Према процјени из 2010. у општини је живјело 7.982 становника. Посједује регионалну шифру (AGS) 8235007.

## Географија
Алтхенгштет се налази у савезној држави Баден-Виртемберг у округу Калв. Општина се налази на надморској висини од 505 метара. Површина општине износи 19,2 km².

## Становништво
У самом мјесту је, према процјени из 2010. године, живјело 7.982 становника. Просјечна густина становништва износи 417 становника/km².